# Herbert Wojtkowiak
Herbert Wojtkowiak (* 11. Januar 1922 in Hamburg; † 23. November 1990 ebenda) war ein deutscher Fußballspieler, der als Stürmer des Hamburger SV in der Runde 1950/51 mit 40 Toren den „ewigen“ Rekord in der Fußball-Oberliga Nord aufgestellt hat.

## Laufbahn

### Anfänge, bis 1948
Bei seinem Stammverein Rothenburgsorter FK 08 kam Herbert Wojtkowiak schon als 16-Jähriger in der Ligamannschaft zum Einsatz. Der junge Torschütze wurde schon im Reichsbundpokal der Saison 1940/41 in der Gauauswahl Nordmark in zwei Spielen eingesetzt. Am 6. Oktober 1940 in Danzig beim Vorrundenspiel gegen Danzig/Westpreußen und am 3. November in Hamburg beim Viertelfinalspiel gegen den Südwesten. Nach dem Zweiten Weltkrieg stieg er 1945/46 mit dem FK 08 in die Stadtliga Hamburg auf und belegte dort in der Saison 1946/47 mit dem Fusionsklub TuS Hamburg 80 den siebten Rang. Durch die Einführung der Oberliga Nord ab der Runde 1947/48 verblieb Wojtkowiak mit seinem TuS in der Alsterstaffel im Hamburger Amateurfußball. Der torgefährliche Angreifer – er galt als kein Techniker von Klasse, sondern als ein Spieler, der das Toreschießen beherrschte und in seinem linken Fuß mit einer starken Schusskraft ausgestattet war – unterschrieb beim Eimsbütteler TV, und stieg mit dem ETV 1948 in die Oberliga Nord auf. Wojtkowiak wechselte aber trotzdem im September 1948 zum Hamburger SV. Daraufhin wurde er zunächst einmal (wegen Annahme von 5000 Reichsmark Handgeld) bis Ende des Jahres 1948 gesperrt, um dann doch ab September 1948 für den HSV spielberechtigt zu sein.

### Oberliga Nord, 1948 bis 1956
Trainer Hans Tauchert brachte den Neuzugang aus dem Stadtteil Rothenburgsort – es waren aber auch noch Erich Ebeling, Manfred Krüger und Hellmut Schmeißer zu den „Rothosen“ gekommen – am vierten Spieltag, den 19. September 1948, beim Heimspiel gegen den VfB Lübeck erstmals in der Oberliga Nord zum Einsatz. Der Angriff des HSV setzte sich beim 2:2-Remis aus Heinz Trenkel, Schmeißer, Wojtkowiak, Heinz Spundflasche und Erich Ebeling zusammen. Nach den 22 Rundenspielen gab es an der Tabellenspitze zwischen dem HSV und dem FC St. Pauli mit je 32:12 Zähler einen Punktgleichstand. Am 22. Mai 1949 wurde das Entscheidungsspiel um die norddeutsche Meisterschaft ausgetragen. Der auf Halblinks nominierte Herbert Wojtkowiak erzielte zum 5:3-Erfolg des HSV zwei Tore und konnte damit seinen ersten Titelgewinn in der Oberliga Nord feiern. In der Endrunde um die deutsche Fußballmeisterschaft 1949 erlebte er aber am 12. Juni die herbe 0:5 Schlappe gegen den späteren neuen Deutschen Meister VfR Mannheim.
Ab der zweiten Saison beim HSV, 1949/50, schwang Trainer Georg Knöpfle das Zepter im Trainingsbetrieb des Nordmeisters. Zwar wurde die erneute Meisterschaft mit den Neuzugängen Josef Posipal, Rolf Rohrbach und Werner Harden und den 20 Treffern von Wojtkowiak souverän im Norden mit neun Punkten Vorsprung vor St. Pauli errungen, aber in der Endrunde scheiterten die Hamburger erneut an einem Südvertreter. „Woit“ hatte beim vorherigen 7:0-Erfolg gegen Union 06 Berlin vier Tore erzielt, traf auch gegen Kickers Offenbach einmal in das Netz, aber die Mannschaft vom Bieberer Berg setzte sich mit einem 3:2-Erfolg in Düsseldorf durch. Den Endrundenspielen war aber eine interessante wie auch kräftezehrende Amerikareise im Mai 1950 vorangegangen, wo der HSV zwischen dem 7. und 23. Mai sechs Spiele austrug und erst am Abend des 26. Mai wieder in Hamburg eintraf. Die Spiele gegen Union 06 Berlin und Offenbach fanden am 28. Mai bzw. 4. Juni statt. Als erste deutsche Mannschaft durfte der HSV im April 1950 nach dem Zweiten Weltkrieg in England spielen. „Woit“, der Mann mit der „linken Klebe“ erzielte alle drei Tore zum 3:1-Sieg über den FC Burnley. Seine vorbildliche Einsatz- und Leistungsbereitschaft zeichnete sich auch auf der Insel aus.
Zur Runde 1950/51 verstärkte sich der HSV mit Rolf Börner, Fritz Laband und Karl-Heinz Liese. Nach 32 Spieltagen holten sich die Hamburger mit dem Rekord-Torverhältnis von 113:54 Treffern mit drei Punkten Vorsprung vor dem Vizemeister FC St. Pauli – die Millerntorelf setzte sich in beiden Duellen gegen die Rothosen durch – erneut die Meisterschaft im Norden. In der Torschützenliste triumphierte Herbert Wojtkowiak mit 40 Toren und hält damit den „ewigen“ Rekord der Oberliga Nord. Adolf Vetter (30), Günter Schlegel (28) und Vereinskamerad Edmund Adamkiewicz mit 26 Toren folgen 1951 auf den Rängen. „Woit“ zeichnet sich in den Spielen gegen Concordia, Hannover 96 und Werder Bremen als dreifacher und beim 9:0-Erfolg gegen den Absteiger Itzehoer SV als vierfacher Torschütze aus. In der Endrunde hatte er wesentlichen Anteil beim 5:1-Heimerfolg gegen den späteren Finalisten Preußen Münster, als er dazu zwei Tore beisteuerte.
Seine überragende Torquote – 60 Treffer in den Runden 1949/50 und 1950/51 in der Oberliga Nord – brachte Wojtkowiak am 18. März 1951 im Repräsentativspiel von Norddeutschland gegen Süddeutschland eine Auswahlberufung für das Nordteam an der Seite von Herbert Burdenski, Hans Haferkamp, Josef Posipal, Heinz Spundflasche und Willi Schröder ein. Berücksichtigung für die ersten Länderspiele nach dem Zweiten Weltkrieg – 22. November 1950; 15, April und 17. Juni 1951 – in der Fußballnationalmannschaft resultierte daraus aber nicht. Bundestrainer Herberger setzte im DFB-Angriff auf die Spieler Bernhard Klodt, Max Morlock, Ottmar Walter, Fritz Balogh, Richard Herrmann, Felix Gerritzen, Josef Röhrig, Fritz Walter und Horst Schade.
Zur Titelverteidigung 1951/52 steuerte der 30-jährige Torjäger 26 Treffer bei und rangierte damit im Norden hinter Ernst-Otto Meyer (29) und Fred Boller (28), gemeinsam mit Vereinskamerad Werner Harden auf dem dritten Rang der Torschützenliste. In der Endrunde scheiterte er mit dem HSV an dem späteren Finalisten 1. FC Saarbrücken, obwohl sie am 25. Mai 1951 im Rückspiel die Saarländer mit 4:1 Toren in Hamburg schlagen konnten. 1953 errang Wojtkowiak mit dem HSV seinen fünften Nordtitel, ehe er im Jahr der Fußballweltmeisterschaft 1954 mit dem Serienmeister auf den elften Rang abrutschte. Im Debütjahr von Uwe Seeler und Klaus Stürmer, 1954/55, bestritt der kämpferisch überzeugende Routinier am linken Flügel alle 30 Ligaspiele und konnte sich mit seinen Mitspielern mit sechs Punkten Vorsprung vor Bremerhaven 93 damit seinen sechsten Titelgewinn sichern. Jetzt sorgten aber Uwe Seeler, Günter Schlegel und Klaus Stürmer für die Tore des HSV. In der Endrunde setzte sich die Walter-Elf des 1. FC Kaiserslautern mit einem Punkt Vorsprung gegen die Hamburger durch und zog in das Finale ein. Entscheidend wirkte sich dabei die 1:2-Heimniederlage am 5. Juni gegen die Betzenbergelf aus.
Von 1949 bis 1955 hatte Herbert Wojtkowiak für den Hamburger SV 25 Endrundenspiele bestritten und dabei 15 Tore erzielt.
Mit seinem Einsatz am 29. Januar 1956 bei der 1:4-Niederlage bei Göttingen 05 beendete der 34-jährige Wojtkowiak seine Spielerlaufbahn. Von 1948 bis 1956 hatte er in der Oberliga Nord 188 Spiele absolviert und dabei 134 Tore erzielt. Damit steht er im Norden – hinter Uwe Seeler (237 Spiele), Karl-Heinz Preuße (277 Spiele), Günter Schlegel (294 Spiele), Addi Vetter (171 Spiele) und Werner Erb (285 Spiele) – auf dem sechsten Rang der ewigen Torschützen-Rangliste.

## Nach der Spielerlaufbahn
Der passionierte Skatspieler und als Stimmungskanone geltende Wojtkowiak war nach seiner aktiven Spielerlaufbahn im Hamburger Amateurfußball bei TuS Hamburg 80, Rasensport Harburg sowie Viktoria Harburg als Trainer tätig.

## Weblink
- Spieler A–Z (Spundflasche), abgerufen am 17. März 2020

| Personendaten    | Personendaten            |
| ---------------- | ------------------------ |
| NAME             | Wojtkowiak, Herbert      |
| ALTERNATIVNAMEN  | Woit                     |
| KURZBESCHREIBUNG | deutscher Fußballspieler |
| GEBURTSDATUM     | 11. Januar 1922          |
| GEBURTSORT       | Hamburg, Deutschland     |
| STERBEDATUM      | 23. November 1990        |
| STERBEORT        | Hamburg, Deutschland     |